# Ackley (Iowa)
Ackley város az USA Iowa államában, Franklin és Hardin megyében. Lakosainak száma 1599 fő (2020. április 1.).

## Népesség
A település népességének változása:

| 2010 | 1 589 |
| 2020 | 1 599 |